# Lotta libera ai Giochi della XVI Olimpiade - Pesi welter
La competizione della categoria pesi welter (fino a 73 kg) di lotta libera dei Giochi della XVI Olimpiade si è svolta dal 28 novembre al 1º dicembre 1956 al Royal Exhibition Building di Melbourne.

## Formato
Ad ogni incontro venivano assegnate le seguenti penalità:
- 0 = Al vincitore per schienata
- 1 = Al vincitore per decisione (verdetto di tre giudici)
- 2 = Allo sconfitto per decisione (1:2)
- 3 = Allo sconfitto per decisione (0:3) o schienata

Con cinque penalità o più il lottatore veniva eliminato.
I tre lottatori rimasti disputavano un torneo finale con i risultati acquisiti nel precedenti turni.

## Risultati
| Legenda                                  | Legenda |
| ---------------------------------------- | ------- |
| Lottatore con 5 penalità o più Eliminato |         |

### 1º Turno
Si è disputato il 28 novembre.
| Vincitore            | Pen. | Risultato | Sconfitto       | Pen. |
| -------------------- | ---- | --------- | --------------- | ---- |
| Mitko Petkov         | 0    | Schienata | Bruno Ochman    | 3    |
| Nabi Sorouri         | 0    | Schienata | Devi Singh      | 3    |
| Mitsuo Ikeda         | 1    | 3:0       | Ernie Fischer   | 3    |
| İbrahim Zengin       | 0    | Schienata | Ernst Wandaller | 3    |
| Per Berlin           | 1    | 3:0       | Noel Granger    | 3    |
| Vakhtang Balavadze   | 1    | 3:0       | Veikko Rantanen | 3    |
| Alfred Tischendorf   | 1    | 3:0       | Muhammad Latif  | 3    |
| Coenraad de Villiers | 0    | Esentato  |                 |      |

### 2º Turno
Si è disputato il 29 novembre.
| Vincitore            | Pen. | Risultato | Sconfitto          | Pen. |
| -------------------- | ---- | --------- | ------------------ | ---- |
| Coenraad de Villiers | 1    | 3:0       | Mitko Petkov       | 3    |
| Ernie Fischer        | 4    | 3:0       | Nabi Sorouri       | 3    |
| Mitsuo Ikeda         | 1    | Schienata | Devi Singh         | 6    |
| İbrahim Zengin       | 0    | Schienata | Noel Granger       | 6    |
| Per Berlin           | 1    | Schienata | Ernst Wandaller    | 6    |
| Vakhtang Balavadze   | 1    | Schienata | Alfred Tischendorf | 4    |
| Muhammad Latif       | 3    | Esentato  |                    |      |
|                      |      | Ritirato  | Bruno Ochman       | -    |
|                      |      | Ritirato  | Veikko Rantanen    | -    |

### 3º Turno
Si è disputato il 30 novembre.
| Vincitore            | Pen. | Risultato | Sconfitto          | Pen. |
| -------------------- | ---- | --------- | ------------------ | ---- |
| Coenraad de Villiers | 2    | 3:0       | Muhammad Latif     | 6    |
| Nabi Sorouri         | 4    | 3:0       | Mitko Petkov       | 6    |
| İbrahim Zengin       | 1    | 3:0       | Ernie Fischer      | 7    |
| Mitsuo Ikeda         | 2    | 3:0       | Vakhtang Balavadze | 4    |
| Per Berlin           | 2    | 3:0       | Alfred Tischendorf | 7    |

### 4º Turno
Si è disputato il 1º dicembre.
| Vincitore          | Pen. | Risultato | Sconfitto            | Pen. |
| ------------------ | ---- | --------- | -------------------- | ---- |
| Nabi Sorouri       | 5    | 3:0       | Coenraad de Villiers | 5    |
| Mitsuo Ikeda       | 3    | 3:0       | İbrahim Zengin       | 4    |
| Vakhtang Balavadze | 4    | Schienata | Per Berlin           | 5    |

### Turno finale
Si è disputato il 1º dicembre.
| Vincitore      | Pen. | Risultato | Sconfitto          | Pen. |
| -------------- | ---- | --------- | ------------------ | ---- |
| Mitsuo Ikeda   |      | 3:0       | Vakhtang Balavadze |      |
| Mitsuo Ikeda   |      | 3:0       | İbrahim Zengin     |      |
| İbrahim Zengin |      | Schienata | Vakhtang Balavadze |      |

1. ↑  Disputato nel 3º turno
2. ↑  Disputato nel 4º turno

## Classifica finale
| Pos.    | Atleta               | Nazione          | V.S. |
| ------- | -------------------- | ---------------- | ---- |
| Oro     | Mitsuo Ikeda         | Giappone         | 2:0  |
| Argento | İbrahim Zengin       | Turchia          | 1:1  |
| Bronzo  | Vakhtang Balavadze   | Unione Sovietica | 0:2  |
| 4       | Nabi Sorouri         | Iran             |      |
| 4       | Coenraad de Villiers | Sudafrica        |      |
| 4       | Per Berlin           | Svezia           |      |
| 7       | Mitko Petkov         | Bulgaria         |      |
| 7       | Muhammad Latif       | Pakistan         |      |
| 9       | Alfred Tischendorf   | Germania         |      |
| 9       | Ernie Fischer        | Stati Uniti      |      |
| 11      | Noel Granger         | Australia        |      |
| 11      | Ernst Wandaller      | Austria          |      |
| 11      | Devi Singh           | India            |      |
| 14      | Bruno Ochman         | Canada           |      |
| 14      | Veikko Rantanen      | Finlandia        |      |